# Балс Гап (Тенеси)
Балс Гап (енгл. Bulls Gap) град је у америчкој савезној држави Тенеси.

## Демографија
По попису из 2010. године број становника је 738, што је 24 (3,4%) становника више него 2000. године.
| Група             | 2000.       | 2010.       |
| Белци             | 707 (99,0%) | 723 (98,0%) |
| Афроамериканци    | 5 (0,7%)    | 2 (0,3%)    |
| Азијати           | 0 (0,0%)    | 0 (0,0%)    |
| Хиспаноамериканци | 0 (0,0%)    | 5 (0,7%)    |
| Укупно            | 714         | 738         |